# Palpidia pallidior
Palpidia pallidior är en fjärilsart som beskrevs av Dyar 1898. Palpidia pallidior ingår i släktet Palpidia och familjen nattflyn. Inga underarter finns listade i Catalogue of Life.